# 청양군·홍성군·예산군
청양군·홍성군·예산군은 대한민국의 옛 국회의원 선거구이다. 당시 충청남도 청양군, 홍성군, 예산군 지역을 관할했다.

## 역사
제9대 국회의원 선거를 앞두고 청양군·홍성군 선거구와 예산군 선거구가 통합되면서 신설되었다.
제13대 국회의원 선거를 앞두고 청양군·홍성군 선거구와 예산군 선거구로 각각 분리되면서 폐지되었다.

## 역대 국회의원
| 선거   | 정당 | 정당       | 1위 의원 | 정당 | 정당       | 2위 의원 |
| ------ | ---- | ---------- | -------- | ---- | ---------- | -------- |
| 1973년 |      | 민주공화당 | 장영순   |      | 신민당     | 한건수   |
| 1978년 |      | 민주공화당 | 장영순   |      | 신민당     | 한건수   |
| 1981년 |      | 한국국민당 | 이종성   |      | 민주정의당 | 최창규   |
| 1985년 |      | 민주정의당 | 최창규   |      | 민주한국당 | 김성식   |

## 역대 선거 결과

### 대한민국 제9대 국회의원 선거
|  | 41.82% |

|  | 40.81% |

|  | 9.32% |

|  | 8.03% |

### 대한민국 제10대 국회의원 선거
|  | 38.38% |

|  | 28.40% |

|  | 18.17% |

|  | 15.03% |

### 대한민국 제11대 국회의원 선거
|  | 41.27% |

|  | 35.57% |

|  | 7.93% |

|  | 5.01% |

|  | 3.60% |

|  | 3.41% |

|  | 3.18% |

### 대한민국 제12대 국회의원 선거
|  | 41.02% |

|  | 28.38% |

|  | 23.82% |

|  | 6.76% |